# Набіулліна Ельвіра Сахіпзадівна
Ельвіра Сахіпзадівна Набіулліна (рос. Эльвира Сахипзадовна Набиуллина; нар. 29 жовтня 1963, Уфа, Башкирська АРСР, РРФСР, СРСР) — російська державна і політична діячка. Голова Центрального банку Російської Федерації з 24 червня 2013 року.
Перебуває під санкціями багатьох країн. 19 жовтня 2022 року додана до санкційного списку України.

## Життєпис
У 1986 з відзнакою закінчила економічний факультет МДУ ім. Ломоносова за фахом «економіст». Член КПРС з 1985 р.
У 1990 закінчила аспірантуру МДУ (кафедра історії народного господарства і економічних навчань).
З 1991 по 1992 — головна спеціалістка дирекції постійного комітету правління Науково-промислового союзу СРСР (попередника Російського союзу промисловців і підприємців) з питань економічної реформи.
З 1992 по 1994 — головна спеціалістка, консультантка дирекції РСПП з питань економічної політики.
У 1994 — радник Експертного інституту РСПП.
З 1994 по 1995 — заступниця керівника департаменту економічної реформи — начальник управління державного регулювання економіки Міністерства економіки Росії.
З 1995 по 1996 — заступниця начальника департаменту економічної реформи Міністерства економіки Росії.
З 1996 по 1997 — начальниця департаменту економічної реформи Міністерства економіки Росії, член колегії Мінекономіки Росії.
З 1997 по 1998 — заступниця міністра економіки Росії.
З 1998 по 1999 — заступниця голови правління «Промторгбанку».
У 1999 — виконавча директорка Євроазійської рейтингової служби.
З 1999 по 2000 — віцепрезидент фонду «Центр стратегічних розробок» (президентом фонду був Герман Греф).
З 2000 по 2003 — перша заступниця міністра економічного розвитку і торгівлі Росії Германа Грефа.
З 2003 по 2005 — президент фонду «Центр стратегічних розробок».
З вересня 2007 по травень 2008 — міністр економічного розвитку і торгівлі Російської Федерації.
З травня 2008 по травень 2012 — міністр економічного розвитку Російської Федерації.
З 2007 по 2012 — член наглядової ради Державної корпорації по сприянню розробці, виробництву і експорту високотехнологічної промислової продукції «Ростехнології».
З 2008 по 2011 — член ради директорів ВАТ «Газпром».
У 2008 входила до ради директорів РАО ЄЕС.
З 2005 по 2006 — керівниця експертної ради організаційного комітету з підготовки та забезпечення головування Російської Федерації в «Групі восьми» у 2006 р.
З 2008 по 2012 — голова опікунської ради фонду Державного музею образотворчих мистецтв імені О. С. Пушкіна.
З 2010 — член урядової комісії з економічного розвитку та інтеграції.
З 2010 — член опікунської ради Фонду «Сколково».
З 2011 — член наглядової ради Агентства стратегічних ініціатив.
З 2013 — заступниця голови Національної фінансової ради.
З 22 травня 2012 по 24 червня 2013 року — помічниця Президента Російської Федерації з економічних питань.
З 24 червня 2013 року — Голова Центрального банку Російської Федерації.
22 березня 2017 року президент Росії Путін представив в Держдуму РФ кандидатуру Ельвіри Набіулліної для призначення на посаду голови Центрального банку Російської Федерації на новий строк, з 24 червня 2017 року.

## Санкції
Ельвіра Набіулліна здійснює комерційну діяльність в секторах економіки, що забезпечує істотне джерело доходу для уряду Росії, котрий ініціював військові дії і геноцид цивільного населення в Україні, перебуває під сакційми багатьох країн.
19 жовтня 2022 року додана до санкційного списку України.
СБУ та Офіс генерального прокурора повідомили Набіулліній про підозру у пособництві в збройній агресії проти України.

## Сім'я
Одружена з Кузьміновим Ярославом Івановичем
У шлюбі є син Василь (1988 р. н.), у 2005-2009 роках - студент факультету соціології ГУ-ВШЕ, 2010 року закінчив соціологічну магістратуру Манчестерського університету і МВШСЕН. Наразі науковий співробітник НДУ ВШЕ.

## Нагороди
- 15 жовтня 2018 року нагороджена Орденом Пошани за розвиток і зміцнення банківської системи.